# Mesoleuca vestalis
Mesoleuca vestalis är en fjärilsart som beskrevs av Walchs. Mesoleuca vestalis ingår i släktet Mesoleuca och familjen mätare. Inga underarter finns listade i Catalogue of Life.